# Museo civico archeologico di Castelnovo Bariano
Il museo civico archeologico di Castelnovo Bariano, in provincia di Rovigo, è un museo archeologico che documenta le ricerche condotte dal Centro Polesano di Studi Storici Archeologici ed Etnografici Sezione della Transpadana ferrarese. Ha sede nella frazione di San Pietro Polesine al piano terra delle ex Scuole elementari e fa parte della rete del Sistema Museale Provinciale del Polesine.

## Storia
Agli inizi degli anni settanta del XX secolo alcuni soci del CPSSAE appassionati di archeologia avviano una serie di ricerche nel territorio del comune di Castelnovo Bariano con l'intento di scoprirne la storia più antica. I materiali raccolti in occasione di indagini di superficie danno origine nel 1977 a una prima mostra, ma è il 1982 l'anno che segna la nascita del museo, che trova collocazione in due sale del Municipio di Castelnovo Bariano. Le indagini di superficie e i successivi scavi nel sito palafitticolo di Canar arricchiscono in maniera consistente le conoscenze sulle epoche più antiche del territorio. A queste scoperte si aggiunge l'attività di raccolta dei materiali rinvenuti nel sito tardomedievale di Torretta Veneta presso Legnago, che porta nel 1986 all'organizzazione di una importante mostra itinerante dal titolo Il ritrovamento di Torretta. Per uno studio della ceramica padana. Tali acquisizioni rendono necessaria una nuova e più ampia sede che viene individuata nella frazione di San Pietro Polesine, dove al piano terra delle ex scuole elementari nel 1999 viene inaugurato il nuovo museo. Negli anni, i volontari che gestiscono il museo, hanno organizzato attività didattiche e di archeologia sperimentale, legate alla produzione della ceramica e nel 2012 hanno dotato il percorso espositivo di apparati multimediali, mediante l'uso di codici QR.

## Collezione

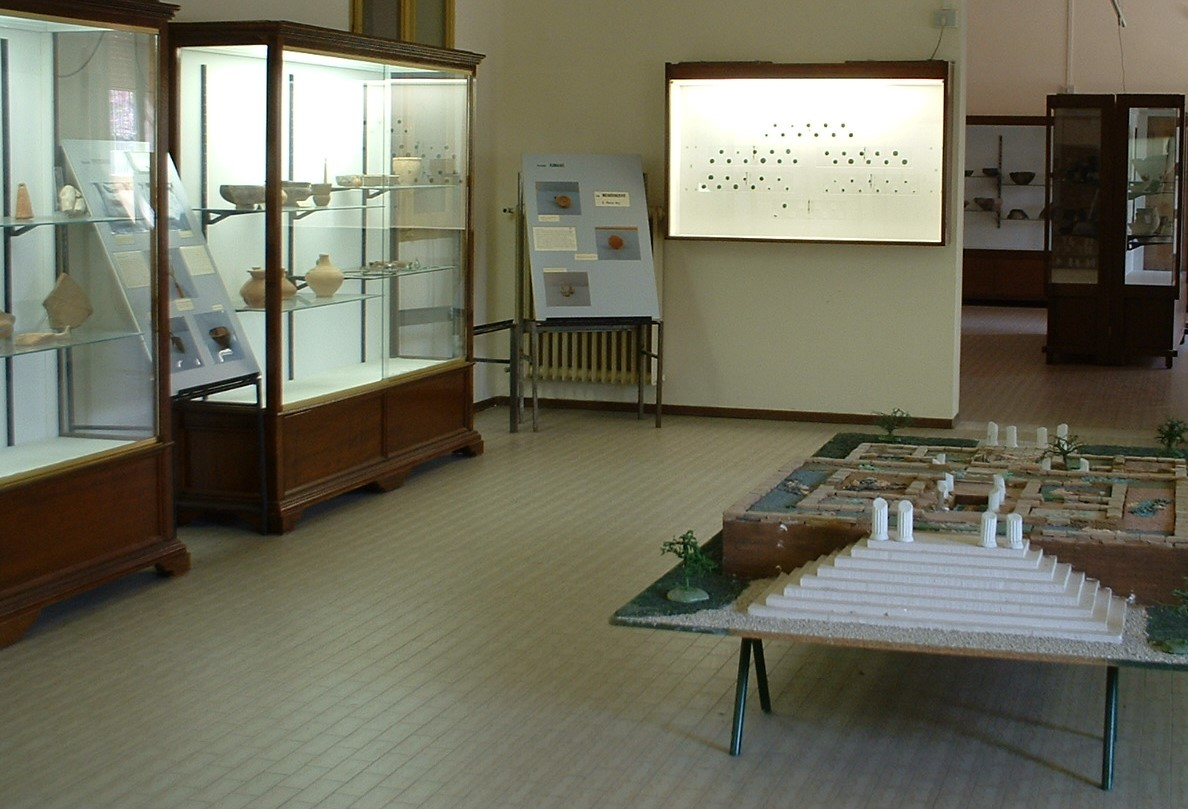
Sala con ricostruzione plastica nel Museo civico archeologico di Castelnovo Bariano

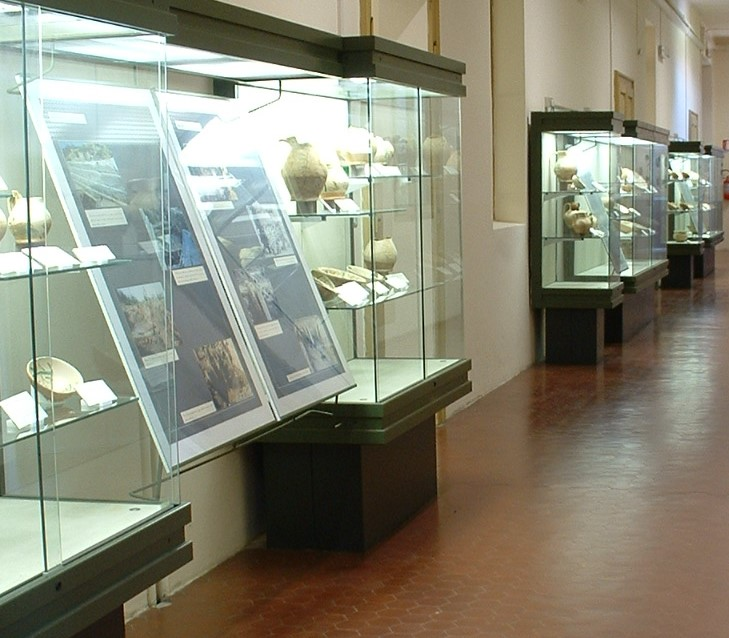
Vetrine espositive del Museo civico archeologico di Castelnovo Bariano

Il percorso espositivo si snoda in tre sale dotate di vetrine e pannelli esplicativi, secondo un ordine cronologico che ha inizio nella preistoria, per concludersi con le ceramiche di epoca tardomedievale e rinascimentale. La prima sala illustra il villaggio palafitticolo di Canàr, che si colloca tra una fase avanzata dell'età del Bronzo antico e il Bronzo medio (XVII -XVI secolo). L'inquadramento geomorfologico del sito e un plastico posti nella parte iniziale, illustrano la distribuzione dell'abitato, dando risalto alle particolari condizioni geografiche dell'area, posta in prossimità dell'antico corso del fiume Tartaro e, per questo motivo, caratterizzata dalla presenza di zone paludose. Un terrapieno artificiale, rinforzato da una palizzata in legno, era posto ai margini di quest'area umida a difesa dell'insediamento, costituito da capanne in legno disposte a filare. Nelle vetrine sono presenti anfore, brocche e boccali a collo imbutiforme, scodelle e scodelloni carenati ad orlo estroflesso in ceramica che rimandano alla cultura di Polada, tipica dell'area benacense e a quella di Wieselburg Gata, che caratterizza le regioni medio danubiane tra Austria e Ungheria. Altri manufatti, in particolare punte in selce e ami, documentano le attività legate a un'economia di sussistenza come la caccia e la pesca, mentre le produzioni domestiche di filatura e tessitura sono testimoniate dalla presenza di fusaiole e di pesi da telaio. Sono inoltre presenti utensili in corno e osso e pochi strumenti in bronzo legati all'allevamento e all'agricoltura. Queste tipologie di materiali si estendono alla sala successiva, che espone anche i rinvenimenti da Canova dell'età del Bronzo medio e Marola del Bronzo finale. Nella seconda parte della sala sono presenti anche materiali di età pre -romana da Stanghelle e romana da Mondonuovo. La terza sala documenta le ricerche condotte dai soci a Torretta, in occasione del rinvenimento del basamento di un'antica torre medievale, durante i lavori di sistemazione dell'argine del Canalbianco, attuati dal Magistrato alle acque. La scoperta avvenuta nel 1981, ha portato alla luce un riempimento in scarico di manufatti in vetro, metallo, legno e, soprattutto ceramica, databili tra il 1300 e il 1600. Sono visibili nelle vetrine secchielli e tegami in ceramica grezza da fuoco, ceramiche da mensa, in prevalenza graffite, con scodelle, piatti e boccali decorati da motivi vegetali o geometrici e in parte minore zoomorfi. Non mancano esempi con decorazioni antropomorfe di particolare pregio, come una scodella emisferica con sei personaggi ritratti di profilo e di fronte all'esterno e una figura di nobildonna con cartiglio nel cavo interno.